# Bruchophagus cecili
Bruchophagus cecili är en stekelart som först beskrevs av Girault 1929.  Bruchophagus cecili ingår i släktet Bruchophagus och familjen kragglanssteklar. Inga underarter finns listade.